# Stenohya gruberi
Stenohya gruberi är en spindeldjursart som först beskrevs av Bozidar P.M. Curcic 1983.  Stenohya gruberi ingår i släktet Stenohya och familjen helplåtklokrypare. Inga underarter finns listade i Catalogue of Life.